# Quilengues
Quilengues es un localidad y municipio de la provincia de Huíla en Angola. En julio de 2018 tenía una población estimada de 85 040 habitantes.
Se encuentra ubicado al suroeste del país, cerca del curso alto del río Cunene y del parque nacional del Bicuar.